# 1771
1771 (MDCCLXXI) byl rok, který dle gregoriánského kalendáře započal úterým.

## Události

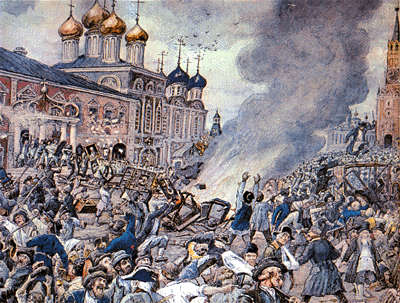
Morové povstání v Moskvě v roce 1771

- 12. února – Po 20 letech vlády zemřel švédský král Adolf I. Fridrich a na trůn nastoupil jeho syn Gustav III.
- 12. června – V Podmoklech na Rokycansku byl nalezen tzv. Podmokelský poklad – několik tisíc zlatých keltských mincí.
- 12. července – Britský mořeplavec James Cook po třech letech plavby kolem světa přistál v Anglii.
- 26.–28. září (15.–17. září juliánského kalendáře) – Morové povstání v Moskvě. Na následky moru během roku zemřely desetitisíce lidí ve městě a okolí.
- Císařovna Marie Terezie zavedla číslování domů.

### Probíhající události
- 1768–1771 – První plavba Jamese Cooka
- 1768–1774 – Rusko-turecká válka
- 1770–1772 – Hladomor v českých zemích

## Vědy a umění
- Švédský chemik Carl Wilhelm Scheele objevil prvek kyslík.
- Wolfgang von Kempelen sestrojil šachový stroj Turek

## Narození

### Česko
- 20. ledna – Antonín Vojtíšek, hudební skladatel († po r. 1820)
- 20. února – Jan Nepomuk Augustin Vitásek, skladatel a hudebník († 7. listopadu 1839)
- 2. května – Prokop Lažanský z Bukové, císařský komoří a tajný rada († 24. února 1723)
- 11. července – Antonín Butz z Rollsbergu, olomoucký kanovník a prelát († 31. prosince 1843)
- 22. srpna – Jan Josef Rösler, hudební skladatel, dirigent a klavírista († 28. ledna 1813)
- 3. září – Kristián Kryštof Clam-Gallas, šlechtic († 21. srpna 1838)
- 8. září – Ferdinand Maria Chotek, šlechtic a arcibiskup († 5. září 1836)

### Svět

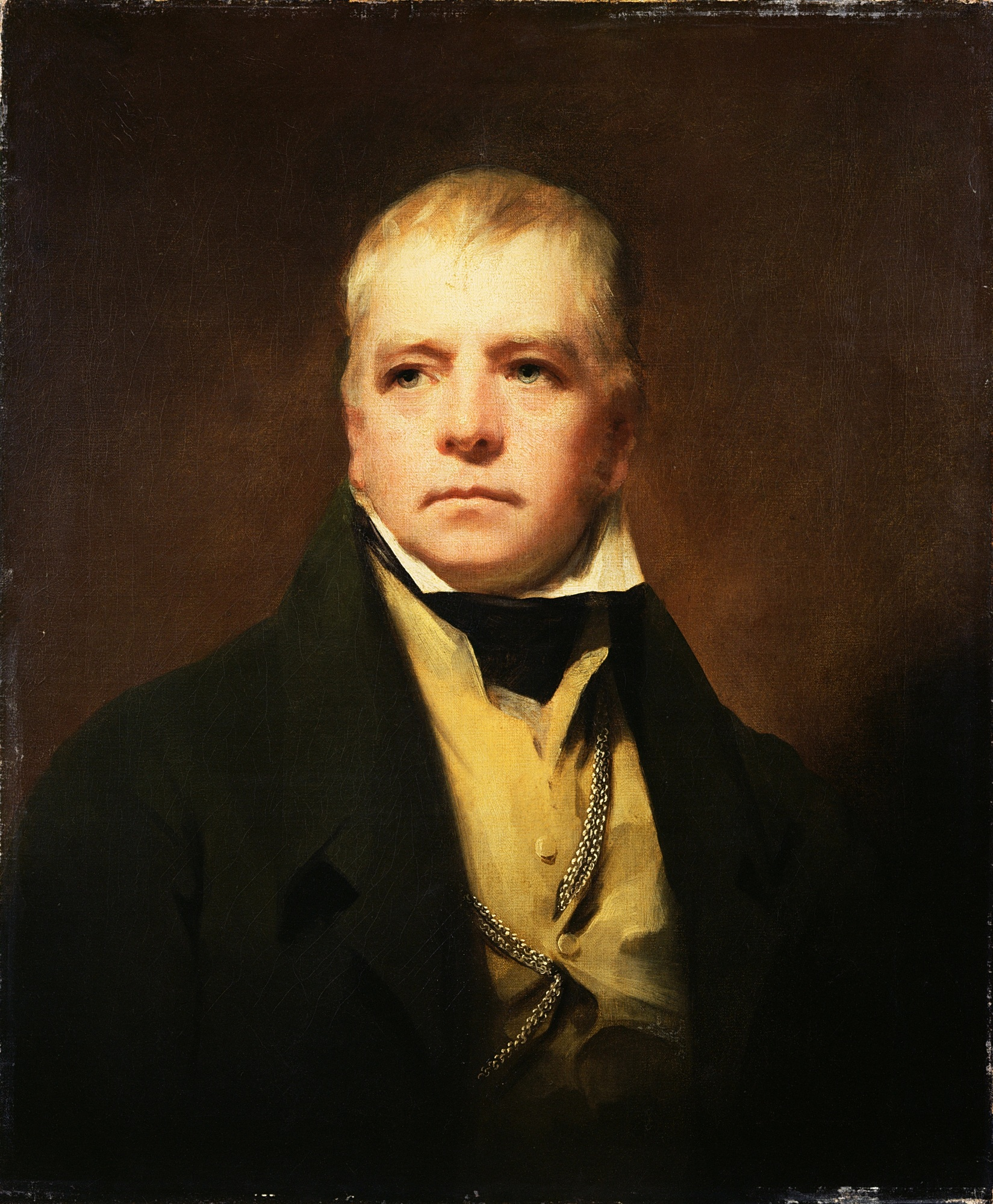
Walter Scott (* 15. srpna)

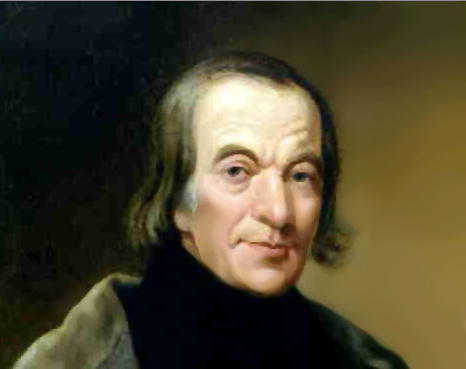
Robert Owen (* 14. května)

- 1. ledna – Georges Cadoudal, francouzský generál († 25. června 1804)
- 14. ledna – Jean-Louis-Ebenezer Reynier, francouzský generál († 27. února 1814)
- 17. ledna – Charles Brockden Brown, americký spisovatel († 22. února 1810)
- 22. února – Vincenzo Camuccini, italský malíř († 2. září 1844)
- 24. února – Johann Baptist Cramer, anglický klavírista a hudební skladatel († 16. dubna 1858)
- 5. března – Wilhelm Daniel Joseph Koch, německý botanik a lékař († 14. listopadu 1849)
- 16. března – Antoine-Jean Gros, francouzský malíř († 25. června 1835)
- 3. dubna – Hans Nielsen Hauge, norský lidový kazatel († 29. března 1824)
- 13. dubna – Richard Trevithick, britský vynálezce, konstruktér parní lokomotivy († 22. dubna 1833)
- 15. dubna – Karel Filip Schwarzenberg, česko-rakouský šlechtic, diplomat a polní maršál († 15. října 1820)
- 20. dubna – Samuel Linde, polský pedagog, jazykovědec a lexikograf († 8. srpna 1847)
- 27. dubna – Jean Rapp, francouzský generál († 8. listopadu 1821)
- 11. května – Laskarina Bubulina, hrdinka řecké války za osvobození († 22. května 1825)
- 14. května
  - Robert Owen, britský utopický socialista († 17. listopadu 1858)
  - Thomas Wedgwood, anglický průkopník fotografie († 10. července 1805)
- 5. června – Arnošt August I. Hannoverský, hannoverský král († 18. listopadu 1851)
- 7. července – Luisa Augusta Dánská, dánská princezna († 13. ledna 1843)
- 14. července – Karl Asmund Rudolphi, německý přírodovědec († 29. listopadu 1823)
- 24. července – Marie Tereza z Harrachu, česko-rakouská šlechtična († 21. ledna 1852)
- 15. srpna – Walter Scott, skotský spisovatel († 21. září 1832)
- 24. srpna – Georg Friedrich von Reichenbach, německý mechanik († 21. května 1826)
- 5. září – Karel Ludvík Rakousko-Těšínský, rakouský arcivévoda († 30. dubna 1847)
- 9. září – Valentin Schopper, opat kláštera Vyšším Brodě († 5. srpna 1857)
- 10. září – Caroline Vanhove, francouzská herečka († 11. dubna 1860)
- 25. září – Nikolaj Rajevskij, ruský generál a státník († 28. září 1829)
- 12. října – Michail Andrejevič Miloradovič, ruský generál srbského původu († 27. prosince 1825)
- 23. října – Andoche Junot, francouzský generál († 29. července 1813)
- 27. října – Johann Christian Wilhelm Augusti, německý evangelický teolog, archeolog a orientalista († 28. dubna 1841)
- 4. listopadu – James Montgomery, skotský básník a žurnalista († 30. dubna 1854)
- 6. listopadu – Alois Senefelder, rakouský herec, vynálezce litografie, dramatik († 26. února 1834)
- 14. listopadu – Xavier Bichat, francouzský anatom a fyziolog († 22. července 1802)
- 28. listopadu – Christian Friedrich Bernhard Augustin, evangelický teolog, spisovatel a historik († 1. září 1856)
- 16. prosince – Jean Broc, francouzský malíř († 1850)
- 19. prosince – Nicolas-Joseph Maison, francouzský generál († 13. února 1840)
- 26. prosince – Julie Clary, manželka Josefa Bonaparta, španělská královna († 7. dubna 1845)
- neznámé datum – Ivan Ivanovič Martynov, ruský filolog a botanik († 1. listopadu 1833)
- neznámé datum – Stevan Sinđelić, srbský vojvoda († 31. května 1809

## Úmrtí

### Česko
- 17. dubna – Jan Karel Leopold von Scherffenberg, olomoucký kanovník, prelát a biskup (* 6. února 1698)
- 14. listopadu – František Xaver Brixi, hudební skladatel (* 2. ledna 1732)
- neznámé datum – Josef Leonard Weber, slezský sochař (* 1695)

### Svět

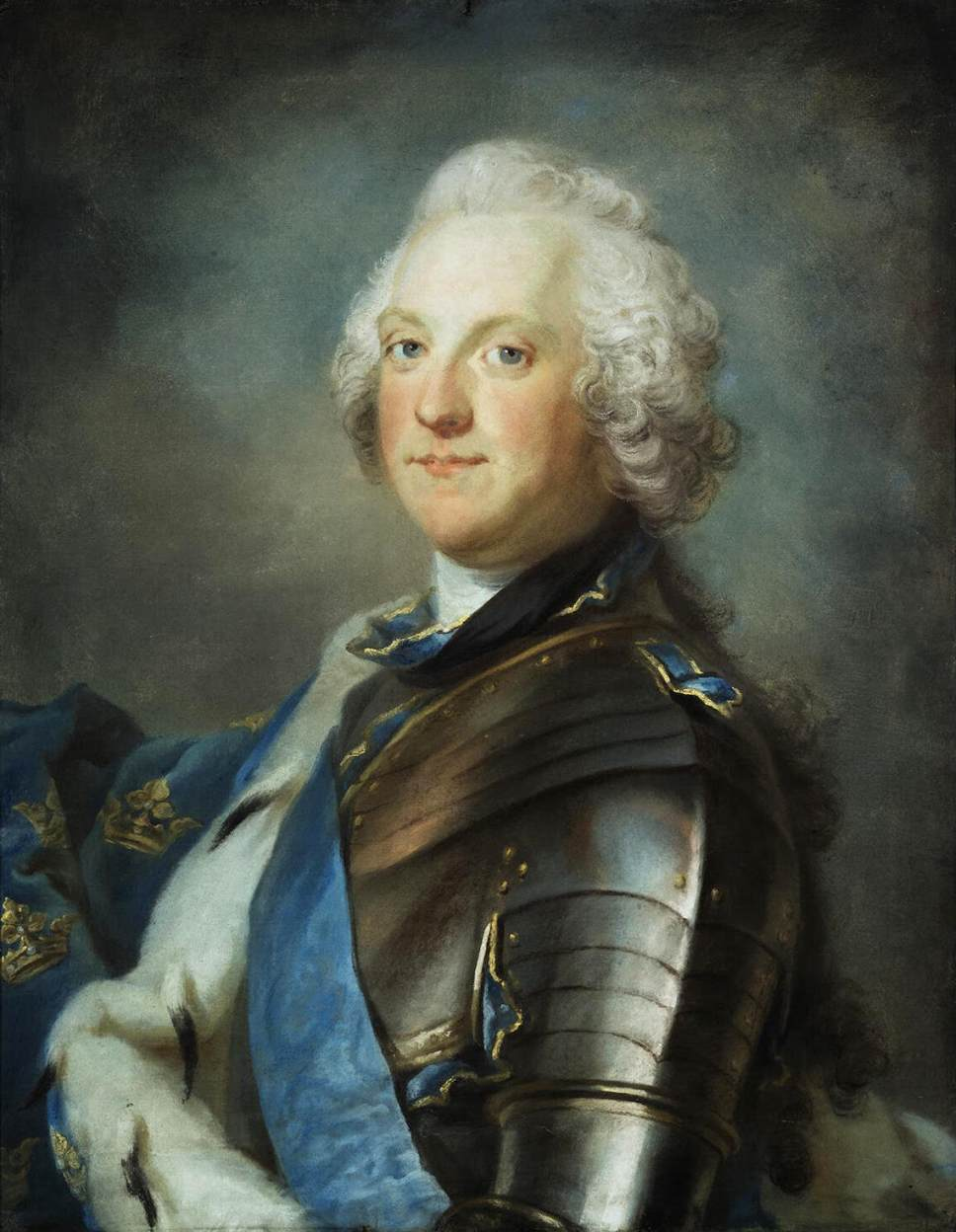
Adolf I. Fridrich († 12. února)

- 14. ledna – Marie Dorotea Portugalská, portugalská infantka (* 21. září 1739)
- 12. února – Adolf I. Fridrich, švédský král (* 14. května 1710)
- 8. března – Emanuel Silva-Tarouca, vídeňský dvorní architekt (* 17. září 1691)
- 29. dubna – Bartolomeo Rastrelli, italský architekt v Rusku (* 1700)
- 7. června – Florian Josef Bahr, německý kněz a misionář v Číně (* 16. srpna 1706)
- 23. června – Jean-Claude Trial, francouzský houslista a hudební skladatel (* 13. prosince 1732)
- 30. července – Thomas Gray, anglický básník a historik (* 26. prosince 1716)
- září – Pietro Auletta, italský hudební skladatel (* 1698)
- 17. září – Tobias Smollett, skotský spisovatel (* 19. března 1721)
- 6. listopadu – John Bevis, anglický lékař a astronom (* 31. října 1693 nebo 10. listopadu 1695)
- 13. listopadu – Konrad Ernst Ackermann, německý divadelní herec (* 1. února 1712)
- 18. listopadu – Giuseppe de Majo, italský skladatel (* 5. prosince 1697)
- 16. prosince – Zikmund Kryštof hrabě ze Schrattenbachu, salcburský arcibiskup (* 28. února 1698)
- 18. prosince – Philip Miller, skotský zahradník a botanik (* 1691)
- 26. prosince – Claude-Adrien Helvétius, francouzský filozof, podílející se na tvorbě Encyklopedie (* 26. února 1715)
- ? – Augustin Langlade, kanadský obchodních s kožešinami (* 1695)
- ? – Abáza-Muhammed, osmanský paša a politik (* ?)

## Hlavy států
- Francie – Ludvík XV. (1715–1774)

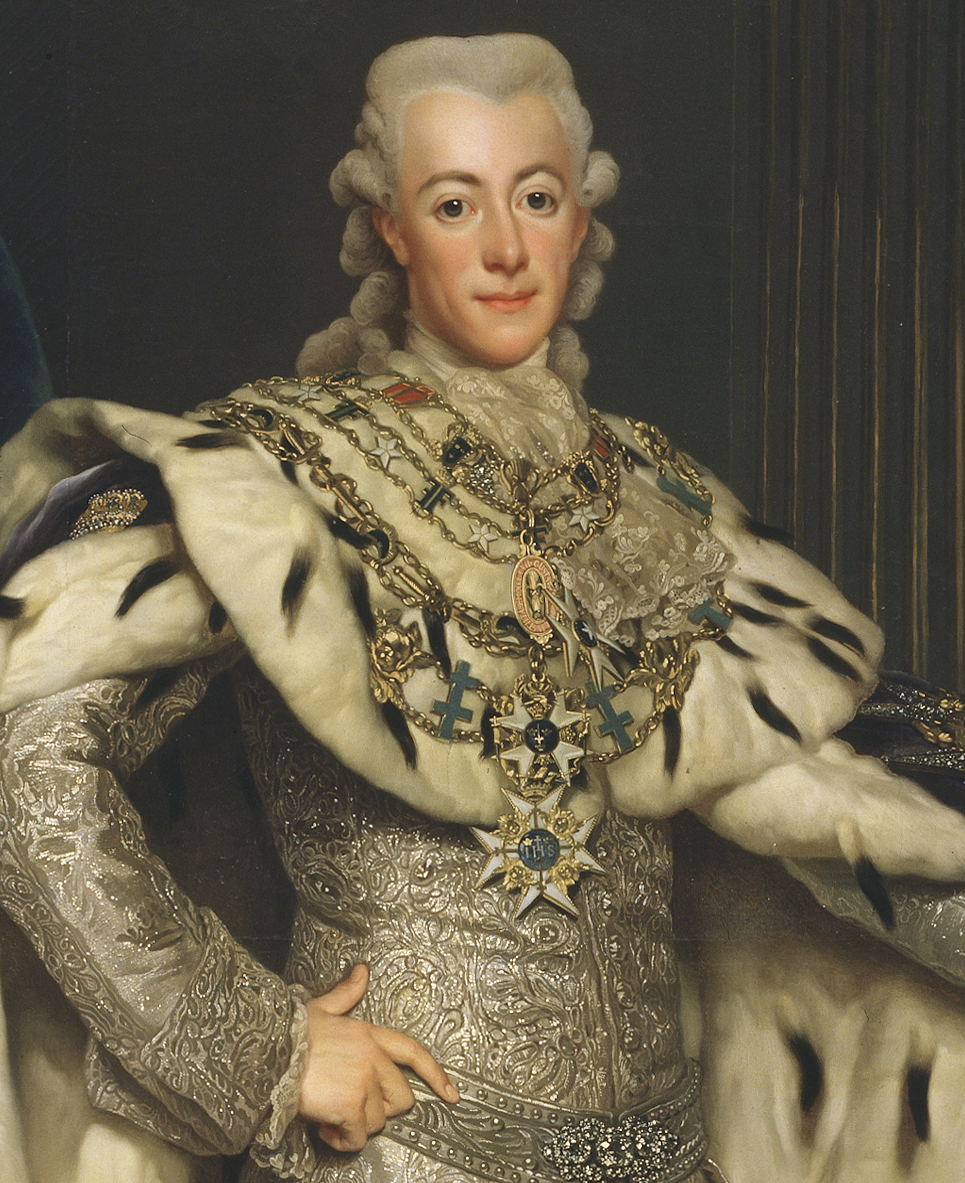
Švédským králem se stal Gustav III.

- Habsburská monarchie – Marie Terezie (1740–1780)
- Osmanská říše – Mustafa III. (1757–1774)
- Polsko – Stanislav II. August Poniatowski (1764–1795)
- Prusko – Fridrich II. (1740–1786)
- Rusko – Kateřina II. Veliká (1762–1796)
- Španělsko – Karel III. (1759–1788)
- Švédsko – Adolf I. Fridrich (1751–1771) / Gustav III. (1771–1792)
- Velká Británie – Jiří III. (1760–1820)
- Svatá říše římská – Josef II. (1765–1790)
- Papež – Klement XIV. (1769–1774)
- Japonsko – Go-Sakuramači (1762–1771) / Go-Momozono (1771–1779)